# Фајв Лејк (Мичиген)
Фајв Лејк (енгл. Fife Lake) град је у америчкој савезној држави Мичиген.

## Демографија
По попису из 2010. године број становника је 443, што је 23 (-4,9%) становника мање него 2000. године.
| Група             | 2000.       | 2010.       |
| Белци             | 422 (90,6%) | 416 (93,9%) |
| Афроамериканци    | 3 (0,6%)    | 3 (0,7%)    |
| Азијати           | 0 (0,0%)    | 0 (0,0%)    |
| Хиспаноамериканци | 1 (0,2%)    | 8 (1,8%)    |
| Укупно            | 466         | 443         |